# 里美ゆりあ
里美 ゆりあ（さとみ ゆりあ、1984年〈昭和59年〉12月17日- ）は、日本のAV女優。ティーパワーズ所属。

## 略歴
2003年に「小泉彩（こいずみ あや）」としてAVデビューしたのち、2008年12月に「里美ゆりあ」として美専属で再デビュー。
2010年12月よりムーディーズ専属となる。
2011年4月、恵比寿マスカッツに加入し『おねだりマスカットDX!』に出演開始。ムーディーズと並行してアイデアポケットとのW専属となる。同年10月より再びムーディーズのみの専属となる。
2012年、アダルトビデオ30周年記念企画（AV30）人気投票で12位に選ばれる。
2013年3月に『おねだりマスカットSP!』の放送が終了。同年4月6日・7日に開催された「-解散コンサート『女の花道』」をもって恵比寿マスカッツを卒業。
2014年8月、プレミアム専属となる。同年10月には韓国映画に主演。
2016年12月より再びアイデアポケット専属となる。
2017年9月よりプレステージ専属となる。
2019年7月よりマドンナ専属となる。
2020年1月よりワンズファクトリー専属となる。
2022年1月29日、YouTubeメインチャンネル『里美ゆりあちゃんねる』の投稿を休止することを動画内で発表。当面の間はサブチャンネル『里美ゆりあのさぶちゃん』で新作動画を更新する方向。メインチャンネルの一部のコンテンツは有料の公式ファンサイトに移行して順次再公開されているが、同年4月2日時点でメインチャンネルの動画がすべて削除された。同年5月3日、メインチャンネルでの動画投稿を約3か月ぶりに再開した。
2023年11月には135キロのクロマグロを釣り上げたことが話題となる。

## 人物・エピソード
神奈川県横浜市鶴見区出身。
趣味は、ショッピング、釣り。
高校を1か月で退学後、援助交際や風俗パブで働く。
恵比寿マスカッツ解散後、マスカッツメンバーの中で栗山夢衣、里美ゆりあ、山中絢子、児玉菜々子、坂本りおんで集まりぺ部を結成し、プライベートでの行動や、ラジオ番組出演をしている。

### AV女優
2008年12月、アダルトビデオメーカー・美の専属女優としてAVデビュー。2010年9月にムーディーズ作品（『夢の共演×解禁 接吻レズビアン』、共演:芦名未帆）に特別出演。同年12月よりムーディーズの専属女優となる。
アダルトビデオ30周年記念企画（AV30）として2012年1月5日から2月29日まで行われた人気投票で、12位に選ばれた。持ち前の長い舌と色白な肌を活かした痴女もの風俗ものなどハードな作品が多いが、他のAV女優と違い強姦ものは出ておらず、潮吹きや大人数プレイなどもほとんどない。
2014年8月からプレミアムの専属女優となった。柔軟性を活かしたアクロバティックな騎乗位を得意としており、近年は中出しやパイパンなどプレイの幅を広げている。

### 恵比寿マスカッツでの活躍
『おねだりマスカットDX！』に6期生として加入した。『おねだりマスカットSP!』も出演し、『おねだりマスカットSP！』にて配信されたの恵比寿マスカッツの自己紹介によると、里美ゆりあは、『欽ちゃんの仮装大賞』に出演するのが子供の時からの夢と話している。番組内でも注目されており、里美ゆりあを中心としたコーナーが企画されていた（「ADゆりあさん」など）。
ライブには＜第二弾＞全国CAMP『そうだ! いろんなトコ行こう』（2011年9月4日 - 10月23日）から参加しており、3rdコンサート振替公演『そうだ! みんなで野音に行こう』（2011年7月2日、日比谷野外音楽堂）に出演していた。シングルCDでは6枚目「ハニーとラップ♪」から、ソロパートを担当していた。
解散コンサート『女の花道』2013年4月7日にて卒業した。

### 芸能活動
恵比寿マスカッツ卒業以降、バラエティ番組に出演している。『せんべろ女とホルモンおやじ』には2回出演、希志あいの主演の『あいのエチュード』には希島あいりと共演している。また、『マスカットナイト』には初代恵比寿マスカッツとしてゲスト出演している。そして、韓国映画に主演した。

### 納税問題
2014年6月、国税庁東京国税局の課税部資料調査課が、里美ゆりあの銀行口座を税務調査したところ、2007年から2013年までの7年間に約2億4500万円の所得があったが、個人事業主であるにもかかわらず、一度も確定申告を行っていないとして所得隠しを指摘された。そのうち、AV女優としての報酬は約4500万円で、残りの約2億円は個人的に相手をした男性から現金で受け取り、銀行口座に入れていた。国税局は、これを「接待サービスへの対価」とみなし、重加算税と延滞税を加え約1億1500万円の追徴課税を課した。
これに対し里美は、所轄の目黒税務署に対して異議申し立てを行い、「結婚を条件に交際したが、成就しなかったので慰謝料として金銭を受け取った」とし、「大阪在住の医師、FX株取引会社、香港在住の不動産業者、NPO法人主宰者から、それぞれ5000万円を受け取った」と反論した。所得税法上、慰謝料は損害を賠償するものであり、原則非課税となる。里美は、国税庁OBの税理士を代理人に立てたが、国税庁への申し立ては却下された。その後、追徴課税は支払い終わったが、延滞税が嵩んだため、最終的な納税額が1億7000万円になってしまった。一連の騒動について、里美は意図的に脱税をする気はなく、無知だったと述懐している。なお、里見はこの時の事情聴取の影響で過呼吸症候群に陥っている。

### ネットワークビジネス活動
仮想通貨マイニングのネットワークビジネス、マイニングシティに参加し、松岡誠と共に勧めている。動画は松岡誠のYoutubeから視聴できる。
マイニングシティは、ポンジスキーム、詐欺商法ではないかとの見方もある。

### 強盗被害
里美は2020年10月27日、インスタグラムで前日強盗に遭ったことを明かした。里美は同日メディアの取材に応じた。それによると10月26日11時頃、目黒区の自宅に少年3人が宅配業者を装って押し入り、里美を脅した上でクローゼットや金庫にあった現金約600万円を奪って逃走した。犯人の少年らは27日に警視庁に逮捕された。恵比寿マスカッツのOGとして出演した『おねうち!!!マスカット』（2022年5月27日にABEMAより配信）にて、現在服役中の2人の面会に通っており、彼らが出所したら自身のYouTubeチャンネルでコラボ出演をしたいと明かしている。

## 出演作品

### アダルトビデオ
- NEW ARRIVAL（12月25日、美）

- 濃厚ナマナマSEX（1月25日、美）
- 綺麗姉さんは精子がお好き♥（2月25日、美）
- やっぱり制服OLが好き!（3月25日、美）
- 美女ナースが僕を狙ってる!（4月25日、美）
- 密着性交ホテル（5月25日、美）
- 美の共演（6月25日、美）共演:橘れもん
- ザーメン感謝祭（7月25日、美）
- ザーメンおねだりビンビン学園（8月25日、美）共演:あゆむ、小桜沙樹
- 素人のザーメンを欲しがる痴女。男の潮を吹かせる淫女。男を責める快楽に目覚めた女豹。（9月25日、美）
- ゆりあは僕だけのもの 〜究極のオナニーお手伝い〜（10月25日、美）
- 尻痴女 〜尻でザーメン絞り出す女〜（11月25日、美）
- 憧れのキス魔お姉さんに襲われた!（12月25日、美）

- 気が遠くなるまでクリを弄っちゃうの!（1月25日、美）
- ボクの家に失禁痴女が来た!（2月25日、美）
- QUEEN OF 痴女 里美ゆりあBEST（2月25日、美）※総集編
- ゆりあ先生のディープスロート教室（3月25日、美）
- 淫語で射こう!! 〜里美ゆりあが貴方のオナニーお手伝い〜（4月25日、美）
- 部下に虐められたいマゾ社長（5月25日、美）
- デカチン狂（6月25日、美）
- 手コキナースの強制射精×チンポ潮吹かせ看護（7月25日、美）
- 飲ませてザーメン! 〜精飲痴女は濃厚精子がお好き〜（8月25日、美）
- 夢の共演×解禁 接吻レズビアン（9月13日、ムーディーズ）共演:芦名未帆
- QUEEN OF 痴女 里美ゆりあBEST Vol.2（9月25日、美）※総集編
- 美しいOLの下品なガニ股SEX（10月25日、美）
- 里美ゆりあ2周年ファン感謝祭 最後にファンのみんなと一泊二日温泉旅行 20人と大乱交26発射（11月25日、美）
- 電撃移籍!!（12月13日、ムーディーズ）

- 早漏改善プロジェクト（1月13日、ムーディーズ）
- 夫に売られた奴隷人妻（2月13日、ムーディーズ）
- QUEEN OF 痴女 里美ゆりあBEST Vol.3（2月25日、美）※総集編
- できる女のフェラチオ出世術（3月13日、ムーディーズ）
- 里美ゆりあの濃厚な接吻とSEX（4月1日、アイデアポケット）
- DIGITAL CHANNEL DC80（5月1日、アイデアポケット）
- 見つめ合って感じ合う情熱SEX（6月1日、アイデアポケット）
- ゆりあ先生の誘惑授業（7月1日、アイデアポケット）
- 真性中出し（8月13日、ムーディーズ）
- チ○ポを鍛える励まし淫語セックス（9月13日、ムーディーズ）
- 愛しのゆりあ様（10月1日、アイデアポケット）
- 同時にイクまで昇り詰めるSEX（10月13日、ムーディーズ）
- 真性アナルFUCK（11月13日、ムーディーズ）
- 聖水お漏らし大放尿スペシャル（12月13日、ムーディーズ）
- 里美ゆりあ 厳選SPECIAL FUCK 8時間 完全保存版（12月25日、美）※総集編

- ホッとするエッチ（1月13日、ムーディーズ）
- 露出痴女（2月13日、ムーディーズ）
- 女教師レイプ輪姦（3月13日、ムーディーズ）
- ふたなりワールドSPECIAL（4月13日、ムーディーズ）共演:篠めぐみ
- 4時間4本番SPECIAL（5月13日、ムーディーズ）
- 里美ゆりあの宅配ソープ（6月13日、ムーディーズ）
- 逆痴漢（7月13日、ムーディーズ）
- 乳首をネットリ責めてあげる（8月13日、ムーディーズ）
- QUEEN OF 痴女 里美ゆりあ BEST フェラチオ 6時間（8月25日、美）※総集編
- またがり淫語お姉さん（9月13日、ムーディーズ）
- 里美ゆりあが童貞クン食べちゃうぞ!（10月13日、ムーディーズ）
- 1日10回射精しても止まらないオーガズムSEX（11月13日、ムーディーズ）
- E-BODY×MOODYZ コラボSPECIAL SSS-BODY 完全女性上位主義。（12月13日、E-BODY）
- 里美ゆりあの46本番8時間SPECIAL!（12月13日、ムーディーズ）※総集編

- 夢の痴女3姉妹（1月13日、ムーディーズ）
- スーパーボディ×ピタコス SPECIAL（2月13日、ムーディーズ）
- 完全保存版! 里美ゆりあコンプリート 12時間（2月25日、美）※総集編
- M男専用回春エステティシャン（3月13日、ムーディーズ）
- 痴女インストラクター（4月13日、ムーディーズ）
- ドリームウーマン Vol.91（5月13日、ムーディーズ）
- しゃぶりだしたら止まらない（6月13日、ムーディーズ）
- Dcup超絶品ソープ嬢（7月13日、ムーディーズ）
- 奔放すぎるうちの姉貴。（8月13日、ムーディーズ）
- 里美ゆりあにむりやり射精させられた僕（9月13日、ムーディーズ）
- 里美ゆりあがあなたのお嫁さん（10月13日、ムーディーズ）
- 舌と唇で感じあう濃密ベロキスづくし（11月13日、ムーディーズ）
- ご奉仕?痴女メイド（12月13日、ムーディーズ）

- 淫語手コキお姉さん（1月13日、ムーディーズ）
- 猛烈なKISSと絡み合う肉体（2月13日、ムーディーズ）
- 30本のチ○ポと大乱交（3月13日、ムーディーズ）
- RQお姉さんの誘惑セックス（4月13日、ムーディーズ）
- 美しすぎる2大専属お姉さん 夢の痴女共演4時間SPECIAL!!（5月13日、ムーディーズ）共演:大橋未久
- パンチラ誘惑お姉さん（6月13日、ムーディーズ）
- ゆりあの凄テクで男潮吹き体質に改造トレーニング（7月13日、ムーディーズ）
- 里美ゆりあ×PREMIUM プレミアム尽くし 4時間SP（8月1日、プレミアム）
- 超高級ランジェリー（9月7日、プレミアム）
- 里美ゆりあとイチャイチャ中出し同棲生活。（10月7日、プレミアム）
- プレミアム スタイリッシュソープ ゴールド（11月7日、プレミアム）
- 誘惑女教師 〜痴女タイトスカート編〜（12月7日、プレミアム）

- ヤリすぎほろ酔いセックス（1月7日、プレミアム）
- 中出しお義姉さんの誘惑 〜魔性の魅力で誘う淫らな兄嫁〜（2月7日、プレミアム）
- 濃厚、密着、セックス。（3月7日、プレミアム）
- 誘惑パンスト痴女OL（4月7日、プレミアム）
- 誘惑おま○こ（5月7日、プレミアム）
- 着替えから中出しセックスまで! 何からナニまでしてくれる姉さん女房（6月7日、プレミアム）
- 里美ゆりあに1ヵ月禁欲させてから男を与えたら、精根吸い尽くしても貪り続けるもの凄い痴女性交（7月7日、プレミアム）
- プレミアム スタイリッシュソープ ゴールド ハーレム三輪車&Wチェアスペシャル（9月1日、プレミアム）共演:かすみ果穂、早川瀬里奈
- 里美ゆりあ PREMIUM BEST 8時間（9月7日、プレミアム）※個人ベスト
- 女体盛り宴会にお背中流し、濃厚セックスサービス! リピーター率100％の極上おもてなしエロ女将（10月7日、プレミアム）
- 誘惑エロお姉さま家庭教師（11月7日、プレミアム）
- 超快感発射に導く寸止め痴女フェラ（12月7日、プレミアム）

- トロトロイキ顔×ドロドロ顔射（1月7日、プレミアム）
- 男はじっとしてて…究極の腰振りフルコース (3月7日、プレミアム)
- プレミアム10周年記念里美ゆりあファン感謝祭 一般男性たちと大乱交 (4月7日、プレミアム)
- 中出し女教師の誘惑 ～憧れの若妻先生と秘密の校内性交～ (5月7日、プレミアム)
- 子作りを一日中せがむ奥さんと何度も中出し (6月7日、プレミアム)
- 里美ゆりあPREMIUM BEST 8時間vol.2 (8月7日、プレミアム) ※単体ベスト
- ド痴女だらけ強制24射精 痴女ハーレム楽園 (9月1日、痴女ヘブン) 共演:佐々木あき、桜井彩、南まゆ ※「AV OPEN 2016」エントリー作品
- ボディコンお姉さんが媚薬を飲んだら72時間ド淫乱化！身動き取れない状態で中出し・男潮吹き・連続射精で気絶するまでヌカれ続けたボク… (11月1日、痴女ヘブン)
- スキャンダル【番外編】鉄壁は崩れた！飲み会でお持ち帰りされた里美ゆりあ過去最高の盗撮映像そのままAV発売！ (12月13日、アイデアポケット)

- 集団ぶっかけレイプに遭った里美ゆりあ（本人） (1月7日、アイデアポケット)
- 突撃！単体女優里美ゆりあが噂の風俗店に体当たりガチ潜入リポート！おっぱいパブからアダルトショップ、SMクラブにハプニングバーとカラダとアソコを張りまくって潜入取材してきました！ (2月13日、アイデアポケット)
- 奪われた妻 (3月25日、アタッカーズ)
- 超W痴女 容赦なし！手加減なし！ザーメンを根こそぎ搾り抜く！ 天海つばさ＆里美ゆりあ (4月19日、アイデアポケット)
- 営業課長の湿ったパンスト (5月25日、アイデアポケット)
- 新・絶対的美少女、お貸しします。 ACT.75 (9月22日、プレステージ)
- 焦らし寸止め小悪魔ソープ 3 人生史上最高の射精をあなたに。 (11月17日、プレステージ)

- 超高級 裏スパ癒らしぃサロン 03 (1月26日、プレステージ)
- 人生初・トランス状態 激イキ絶頂セックス 43 (3月30日、プレステージ)
- 人妻 里美ゆりあ どエロい人妻妄想性活4シチュエーション WIFE 01 (8月31日、プレステージ)
- ひたすら生でハメまくる、終らない中出し性交。 (10月26日、プレステージ)
- 狙ったオトコに強制中出しさせるHなお姉さん 精子搾取4シチュエーション VOL.1 膣内射精を強要するドエロ痴女！ (12月21日、プレステージ)

- 里美ゆりあ 電撃専属 第1弾！！ 危険な恋は蜜の味 ～社員旅行先で燃え上がる不貞関係～ (7月7日、マドンナ)
- 里美ゆりあ電撃専属第2弾！！ 密着セックス ～寂しさを埋め合う中出し社内不倫～ (8月7日、マドンナ)
- 出張先のビジネスホテルでずっと憧れていた女上司とまさかまさかの相部屋宿泊 (9月7日、マドンナ)
- 電撃専属第4弾！！ 向かい部屋の人妻 (10月7日、マドンナ)

- 妊娠OK！！色気むんむんで迫ってくる絶倫ヤリマン不倫人妻 (2月1日、ワンズファクトリー)
- 里美ゆりあの凄テクを我慢できれば生★中出しSEX！ (3月1日、ワンズファクトリー)
- 「もうイッてるってばぁ！」状態で何度も中出し！ (4月1日、ワンズファクトリー)
- 黒人英会話NTR (5月1日、ワンズファクトリー)
- 初競演ドリームマッチ レジェンドAV女優2人による乳首開発！「乳首を制する者はAV界を制す！！」 (8月7日、プレステージ)
- 美人ホテリエは密室で宿泊客相手に濃密性交を行い朝まで連続射精を繰り返す (9月11日、ケイ・エム・プロデュース)
- 旦那には言えない秘密の中出し潜入捜査 (9月25日、人妻花園劇場)
- 一般素人男性モニタリング企画 街頭インタビュー中にナイショでご本人登場！！ 波多野結衣 里美ゆりあ 晶エリーと素人さんがご対面中出しSEX (10月9日、ケイ・エム・プロデュース)

## 出演

### UMDゲーム
- ぬがせっ!! ハーレム野球拳 2（2012年2月24日、メディアバンク）他出演:成瀬心美、藤井シェリー、青山ゆい、初音みのり、蓮美カレン、南乃花、原田明絵、芹沢ゆい、朝田ばなな

### 映画
- 里美を探せ（2014年10月16日公開） - 「里美ゆりあ」役（主演）　※韓国映画、原題『사토미를 찾아라』

### オリジナルビデオ
- ギャル議員（2012年6月16日、オールインエンタテインメント） - 「藤堂ひなた」役（主演）
- マル暴の女（2016年9月25日、オールインエンタテインメント） - 「高樹恵麻」役（主演）

### テレビ
- おねだりマスカットDX!（2011年4月6日 - 2011年9月28日、テレビ東京）
- おねだりマスカットSP!（2011年10月5日 - 2013年3月30日、テレビ東京）
- めちゃ×2イケてるッ!（2011年9月17日、フジテレビ）
- 月刊MelodiX!（2012年3月24日、テレビ東京）
- おもしろ言葉ゲーム OMOJAN（2012年5月22日、フジテレビ）
- 24時間かすみレディオ（2012年8月11日 - 8月12日、エンタ!371）
- 24時間かすみレディオの裏側（2012年9月、エンタ!371）
- 匿名探偵（2012年11月9日、テレビ朝日）
- せんべろ女とホルモンおやじ #7,#10（2013年5月17日,11月22日、フジテレビONE）
- あいのエチュード #36,#37（2013年12月20日,2014年1月16日、エンタ!959）
- OV監督（2014年6月17日、フジテレビ）
- マスカットナイト #5,#6（2015年11月5日,12日、テレビ東京）
- 魚拓と成瀬のツキとスッポンぽん #309 - #311（2020年8月2日,9日,16日、パチ・スロ サイトセブンTV）
- もう!バカリズムさんの超H!（フジテレビONE）
  - 初夏の特別版2022（2022年5月30日）
  - #40（2022年12月26日）

### ウェブテレビ
- スピードワゴンの月曜The NIGHT（2020年11月2日、ABEMA）[28]

### MUSIC VIDEO
- 虚言 NEUROSE（MY FIRST STORY）

## 書籍

### 雑誌
- メガベッピン 2012年2月号（表紙）
- TENGU 2012年3月号（表紙）

### 写真集
- 増刊里美ゆりあ（2013年8月22日、ジーオーティー）ASIN B00E8MU1UU
- ラブタビ（2014年10月21日、双葉社、撮影：冨貴塚宏樹）ISBN 978-4575307597

### 単著
- 『SEX&MONEY 私はそれを我慢できない』（2017年11月1日、モッツコーポレーション）ISBN 978-4885463334